# Балвантрай Тхакор
Балвантрай Кальяндай Тхакор (*બળવંતરાય ઠાકોર, 23 жовтня 1869 — 2 січня 1952) — індійський поет та письменник, що складав вірші мовою гуджараті.

## Життєпис
Походив з родини правників. народився у 1869 році у м. Порбандар (Гуджарат), пізніше разом з родиною перебрався до міста Бхаруч. Спочатку навчався вдома. Потім поступив до середньої школи у Раджкоті, яку закінчив у 1883 році. Того ж року поступив до Деканського коледжу у Пуні, який закінчив з відзнакою у 1889 році. У 1891 році перебрався до Бомбея, де починає писати статі до газети «Час Індії».
Після цього у 1892 році повернувся до деканського коледжу як викладач, але вже у 1895 році отримує посаду викладача з історії, економіки, політології, логіки та етики у Сіндському державному коледжі у Карачі. У 1896 році як тимчасовий професор логіки та філософії викладав у Коледжі Бароді (Гуджарат). Того ж року переходить до Аджмерського державного коледжу. У 1899 році отримує посаду тимчасового професора у Деканському коледжі. У 1902 році як професор і заступник директора повертається до Аджмерського коледжу. У 1914 році отримує посаду постійного прфоесора у Деканському коледжі. З цієї посади пішов у 1924 році, проте залишався у коледжі до 1927 році. У 1928—1952 роках (з невеличкою перервою у 1937 році) був викладачем у Вілсоновому коледжі в Бомбеї. Тут він і помер у 1952 році.

## Творчість
Балвантрай Тхакор затвердив жанр сонета у гуджаратській літературі, з яких найвідомішим є «День любові» (1913 рік). Він виступив на захист суворої і точної за мовою й змістом поезії і впровадив у практику так звану ненаспівну поезію (агея падья). Найкращі збірники його віршів — «Відлуння» (1911 рік), «Бханакара» (1918 рік — I частина, 1928 рік — II частина), куди увійшли сонети, зразки любовної та пейзажної лірики. У 1953 році посмертно видано збірку сонетів Тхакора, куди увійшло 164 твори.
Є автором низки творів з критики: «Поезія освіти» (1924 рік), «Лірика» (1928 рік), «Інновації та лекції про поезію» (1943 рік). У 1924 році випустив збірки оповідань «Дарсаніюм».
Тхакор цікавився також історичними аспектами. Він є автором наукових розвідок «Історія режисури» та «Жінки в епоху відродження» (1928 рік).
Тхакор також намагався працювати у драматургії. Написав п'єси «Рух молоді» у 1923 році та «Шлюб, безшлюбність або збіг матері» (1928 рік).